# Karel Suchý
Karel Suchý (německy Carl Suchy; 23. prosince 1796, Staré Město – 21. února 1866, Nové Město) byl český hodinář a obchodník.
V roce 1822 otevřel v Praze v rodném domě čp. 771/II na nároží Ovocné ulice (dnes Ulice 28. října) a Koňského trhu (dnes Václavské náměstí) hodinářskou dílnu. Na dům instaloval velké pouliční hodiny, ke kterým v roce 1849 přidal firemní nápis Carl Suchy&Söhne, Uhrfabrikant, a zde si Pražané domlouvali schůzky (sejdeme se u Suchého pod hodinami). V letech 1884-1886 jeho synové dali postavit nový dům s hodinovou věží. V 19. století bylo nejen v Praze ale i v celé monarchii jméno Suchý synonymem pro přesný čas.

## Životopis
Karel Suchý se narodil o Vánocích roku 1796 za vlády císaře Františka I. do rodiny, která patřila mezi významné pražské patricijské rody.

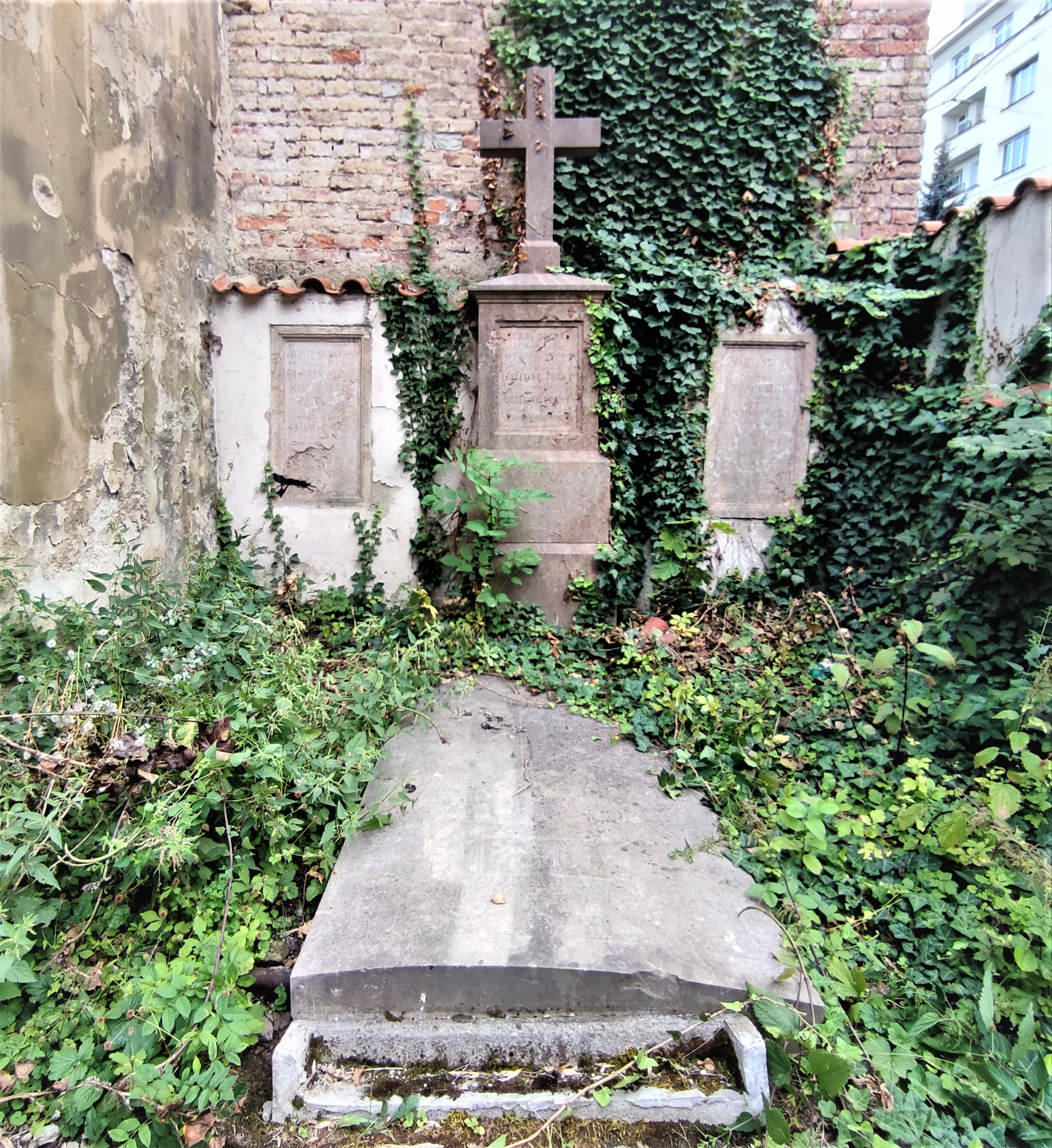
Rodinná hrobka tří generací rodiny hodináře Karla Suchého na Olšanských hřbitovech, při Jičínské ulici, 6.8.2022

### Dětství a mládí
Po ukončení měšťanky se vyučil hodinářskému řemeslu u hodinaře Lehnera v Chebu, v 16 letech od něj dostal výuční list. Poté jako tovaryš sedm roků sbíral zkušenosti vandrováním po bavorských hodinářských manufakturách a vandr ukončil mistrovskou zkouškou.

### Kariéra

Dům firmy v ulici 28. října 18

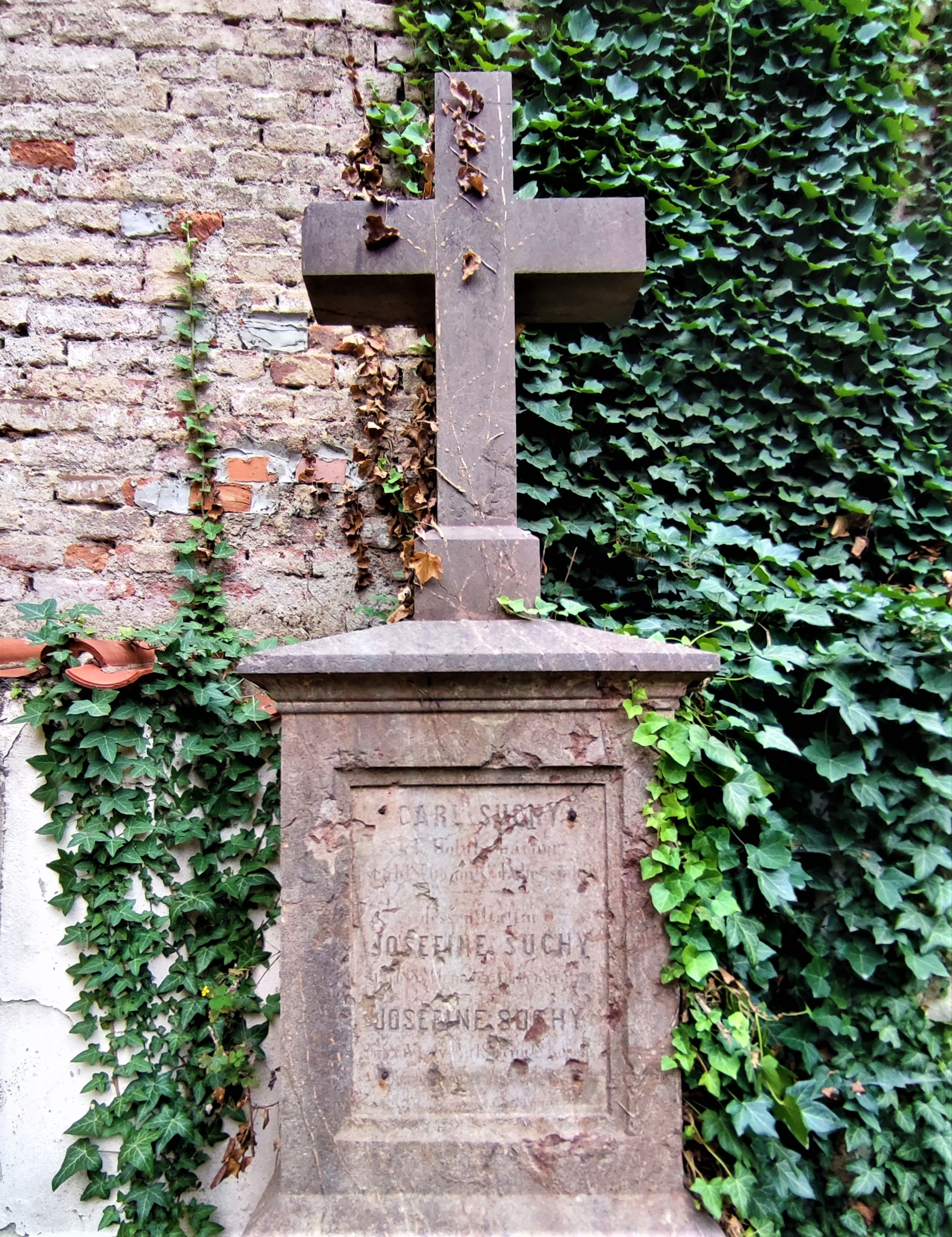
Náhrobní deska Karla Suchého staršího

Po návratu do Prahy mu bylo 7. srpna 1820 uděleno městské právo, roku 1821 se v kostele Nejsvětější Trojice ve Spálené ulici oženil s Josefinou Kroupovou (1802-1866) z Prahy., vstoupil do cechu pražských hodinářů a roku 1821 nebo 1822 si otevřel hodinářskou dílnu ve svém rodném domě čp. 771/II na nároží ulic Ovocné (dnes Ulice 28. října), Pasířské (dnes Jungmannova) a Koňského trhu (dnes Václavské náměstí). Na dům instaloval pouliční hodiny, ke kterým v roce 1849 přidal firemní nápis Carl Suchy&Söhne, Uhrfabrikant, synové Johann a Anton v roce 1886 nahradili starý dům novostavbou s věžičkou a věžními hodinami. Zde si Pražané domlouvali schůzky (sejdeme se u Suchého pod hodinami).
V podnikání se mu dařilo, kromě Prahy dodával své zboží do Vídně a v roce 1836 se tituloval C. a k. dvorní dodavatel, zařadil se tak mezi nejvýznamnější hodinářské firmy Rakouska-Uherska. Suchý byl známý svou přísností a svědomitostí. Každý výrobek mu musel být předložen ke kontrole. Koncem 30. let 19. století měl již téměř 40 zaměstnanců, jím vyráběné pendlovky byly velmi žádané. Zaměstnával i své 4 syny Karla (̈* 1828), Johanna (Hanse) (̈* 1830), Antona Gottfrieda (̈* 1832) a Emanuela (̈* 1842), kteří se postupně osamostatnili. Synové Karl Johann, Johann Anton a Emanuel byli nejprve zapsáni do otcovy pražské firmy (tehdy již nazývané továrna) jako společníci. . Karl později založil vlastní továrnu na kapesní hodinky ve švýcarském La Chaux-de-Fonds, jeho mladší bratr Hans zase otevřel pobočku ve Vídni. Další dva synové zůstali v Praze, jeden vedl výrobu a druhý se zabýval obchodem.
Suchého hodinky byly velmi oblíbené, vlastnil je údajně i císař František Josef I. a rakouská intelektuální elita. Rod Suchých vymřel po meči. V roce 1907 byla pražská mateřská pobočka prodána firmě Adolph Cervinka a přestěhována na novou adresu do ulice Na Příkopě a zanikla okolo roku 1919. Vídeňskou pobočku převzala v roce 1898 vdova po Hansi Suchém - Therese. Pobočku vedla až do roku 1941 kdy byla zrušena. Její syn Alfréd Suchy byl výkonným ředitelem. Therese zemřela v roce 1947. V roce 2016 firma v La Chaux-de-Fonds začala vyrábět luxusní hodinky s názvem Carl Suchy&Söhne.

## Hrobka
Rodinná hrobka tří generací hodinářů Suchých se nachází v jihozápadním koutě Olšanských hřbitovů u zdi při Jičínské ulici. Po levé straně je deska rodiny jeho syna Emanuela, po pravé straně deska rodiny Karla Suchého mladšího.